# Silvia Pinal Hidalgo
Silvia Pinal Hidalgo   (Heroica Guaymas de Zaragoza, 12 de setembre de 1931 - Ciutat de Mèxic, 28 de novembre de 2024) va ser una actriu, empresària, política i productora mexicana. És considerada una de les actrius més importants del cinema a Mèxic.
Va debutar com a actriu en 1949. Va obtenir reconeixement internacional en haver participat en una trilogia de pel·lícules del director Luis Buñuel que inclouen Viridiana (1961), El ángel exterminador (1962) i Simón del desierto (1965). A més de Mèxic, Pinal també va treballar a Espanya i Itàlia.
És considerada com a pionera del teatre de comèdia musical i de la televisió a Mèxic. A la seva faceta d'actriu també se li sumen la d'empresària i productora de diversos projectes. També participà en la política i va ocupar alguns càrrecs públics al seu país natal.

## Primers anys
Silvia Pinal Hidalgo va néixer a Guaymas (Sonora, Mèxic), el 12 de setembre de 1931. Els seus pares van ser María Luisa Hidalgo Aguilar i Moisès Pasquel. Pasquel era director d'orquestra a l'estació radiofònica mexicana XEW. La mare de Silvia va quedar embarassada de Pasquel amb tan sols 15 anys d'edat. El seu pare no la va reconèixer i Silvia no el va conèixer fins que va tenir 11 anys d'edat. Per part del seu pare biològic, Silvia va tenir tres germans més: Eugenio, Moisès i Virginia. No obstant això, Pinal mai va tractar a la família Pasquel. Pinal va passar els seus primers anys darrera del taulell d'una marisqueria situada prop de la XEW, on treballava la seva mare. Quan Pinal tenia cinc anys d'edat, la seva mare es va casar amb Luis G. Pinal, a qui anomenaven "El Caballero Pinal", un periodista, militar i polític vint anys major que ella. Pinal va reconèixer Silvia com la seva filla. La família va viure a diverses ciutats de Mèxic com Querétaro, Acapulco, Monterrey, Chilpancingo, Cuernavaca i Puebla, i finalment es van establir a Ciutat de Mèxic.
Pinal sentia fascinació per l'espectacle des que era nena. A més del cinema i la música, li agradava escriure i recitar poemes. Va cursar els seus estudis primer al Col·legi Pestalozzi de Cuernavaca, i després a l'Institut Washington de la Ciutat de Mèxic. Malgrat les seves aspiracions artístiques, el seu pare l'empenyé a estudiar "una cosa útil" i va aprendre mecanografia. Als 14 anys d'edat va començar a treballar a Kodak com a secretària.
Silvia desitjava estudiar òpera. Va començar a preparar-se prenent classes amb una professora particular i després amb el professor Reyes Retana. Amb el mestre Retana, va participar en muntatges com Las hijas de Cádiz i Madame Butterfly. El seu primer pas cap a la fama va ocórrer quan va ser convidada per a participar a un certamen de bellesa. En aquest certamen Silvia va obtenir el títol de Princesa Estudiantil de Mèxic. En la seva coronació va conèixer als actors Rubén Rojo i Manolo Fábregas, amb els qui travà estreta amistat. Mentre estudiava bel canto, Silvia entra a treballar com a secretària als laboratoris farmacèutics Carlos Stein. A l'acadèmia de música, Silvia feu una audició per a aconseguir un paper a l'òpera La traviata. Tanmateix, aquesta audició va ser un fracàs. Llavors el seu professor la va encoratjar per a prendre cursos d'actuació en Belles arts. A aquesta acadèmia, va ser alumna de figures com Carlos Pellicer, Salvador Novo i Xavier Villaurrutia. Va debutar com a extra en una representació de Somni d'una nit d'estiu, de William Shakespeare.

## Trajectòria

### Inicis
Silvia va continuar treballant a la companyia de productes farmacèutics, al seu departament de publicitat. El seu cap, sabent que ella estudiava actuació, li va donar oportunitat de participar en l'enregistrament d'algunes comèdies radiofòniques a la XEQ. Va debutar en la comèdia Dos pesos la dejada, al costat de Luis Manuel Pelayo i Carlota Solares.
A l'estació de ràdio, va conèixer uns publicistes que la van convidar a formar part d'una companyia experimental, on va debutar amb un paper a l'obra Los caprichos de Goya. El director d'aquesta obra era l'actor i director mexicà d'origen català Rafael Banquells, amb qui Silvia inicia una relació laboral i una estreta amistat que va derivar en romanç. Rafael Banquells va aconseguir que el mestre Carlos Laverne els permetés utilitzar per als seus muntatges el Teatro Ideal de la Ciutat de Mèxic. Laverne va triar Silvia per a participar en un muntatge amb la companyia del Teatro Ideal, dirigida per l'actriu espanyola Isabelita Blanch. L'obra es va dir Nuestra Natacha. Silvia va actuar en nombroses obres d'aquesta companyia al costat de figures com Banquells, Emperatriz Carvajal, Patricia Morán, Miguel Manzano i Emília Guiú. La primera obra que va protagonitzar va ser Un sueño de cristal.
Tan sols quinze dies després d'haver debutat en pla estel·lar en el teatre, Pinal va debutar al cinema amb un breu paper a la cinta Bamba (1949), protagonitzada per Carmen Montejo i dirigida per Miguel Contreras Torres. Contreras Torres l'havia vist treballar al Teatro Ideal i la va convidar a formar part del projecte. Contreras Torres va ser un director dur i estricte que va fer sofrir a Silvia per la seva inexperiència. Eventualment, en aquest mateix any, actua en la cinta El pecado de Laura, dirigida per Julián Soler i protagonitzada per Meche Barba. En aquesta cinta treballa per primera vegada en cinema amb Rafael Banquells, que en aquest moment ja era el seu marit. Immediatament participa en un altre petit rol a la cinta Escuela para casadas, de Miguel Zacarías, on debuten altres joves actrius com Leticia Palma i Yolanda Varela. Silvia coneix i treballa per primera vegada al costat del popular actor i cantant Pedro Infante en la cinta La mujer que yo perdí (1949). En aquest mateix any alterna amb Gloria Marín, Ernesto Alonso i Katy Jurado a la cinta Mujer de medianoche, de Víctor Urruchúa. L'actor i comediant Cantinflas va triar Pinal com la seva coestrella a la cinta El portero (1950), de Miguel M. Delgado. Però el seu primer pas sòlid cap a la popularitat va ser la intervenció a la comèdia El rey del barrio (1950), on va formar una gran parella còmica amb Germán Valdés "Tin-Tan", dirigida per Gilberto Martínez Solares. Pinal i Tin Tán van actuar junts per segona ocasió a La marca del zorrillo (1950).
En els seus inicis, Pinal participa en petits rols co-estel·lars en diverses cintes. Treballa amb David Silva s El amor no es ciego (1950), amb Marga López i Fernando Soler a Azahares para tu boda (1950); Mapy Cortés a Recién casados...no molestar (1950); amb Niní Marshall i Joaquín Pardavé a Una gallega baila mambo (1950); Elsa Aguirre a La estatua de carne (1951); de nou amb Fernando soler a Por ellas aunque mal paguen, i de nou amb Meche Barba i Fernando Fernández a Cuando los hijos pecan (1952).
Pinal rep el seu primer reconeixement important, el seu primer Premi Ariel com a actriu coestelar, per la seva actuació en la cinta Un rincón cerca del cielo (1952) dirigida per Rogelio A. González, on treballa de nou al costat de Pedro Infante. En 1952 actua amb Joaquín Pardavé, Fernando Fernández i Antonio Aguilar a les comèdies Doña Mariquita de mi corazón i El casto Susano. També va aparèixer amb un petit rol a la cinta Si mi vida, protagonitzada per Lilia Michel i Rafael Baledón i va repetir parella amb "Tin Tan" a Me traes de un ala (1952).

#### Reconeixement
En 1953, Silvia signa un contracte amb els estudis FILMEX, de Gregorio Wallerstein, que li dona els seus primers treballs estel·lars a les cintes Reventa de esclavas (1953), al costat d'Antonio Aguilar, i Yo soy muy macho (1953), amb Miguel Torruco. En aquest mateix any, fa el seu primer treball de caràcter musical amb la cinta Mis tres viudas alegres, sota la direcció de Fernando Cortés i on comparteix crèdits amb Lilia del Valle i la rumbera cubana Amalia Aguilar. L'èxit de la cinta va portar les tres actrius a protagonitzar aquest mateix any la comèdia Las cariñosas. En aquest mateix any, actua al costat de Libertad Lamarque en Si volvieras a mí. En 1954, Pinal actua a les cintes Hijas casaderas, amb Carlos López Moctezuma i La vida tiene tres días, amb Carlos Navarro.
Pinal aconsegueix l'èxit i reconeixement el 1954, després de participar en la cinta Un extraño en la escalera, dirigida per Tulio Demicheli, i protagonitzada amb Arturo de Córdova. De Córdova volia com a coestrella a l'actriu italiana Gina Lollobrigida o a la rumbera cubana Rosa Carmina, perquè desconfiava de Pinal a causa de la seva joventut. Amb el suport del productor Gregorio Wallerstein, Silvia es va fer un canvi d'imatge per a destacar el seu sex appeal, alhora que el productor l'ajudés a obtenir l'aprovació de Córdova. El rodatge va tenir lloc a l'Havana, Cuba, i la pel·lícula va ser un notable èxit de taquilla que va consagrar Pinal com primera figura del cinema.
Un altre director que va saber aprofitar al màxim les capacitats histriòniques de Silvia va ser Alberto Gout. Sota la batuta de Gout, Silvia realitza la cinta La sospechosa (1954), amb Miguel Torrúco i Carmen Montejo. En 1955, Pinal participa a Historia de un abrigo de mink, pel·lícula d'episodis que Pinal coprotagonitza amb les actrius María Elena Marqués, Columba Domínguez i Irasema Dilián. Aquest mateix any, actua a les ordres de Luis Spota a la cinta també episòdica Amor en cuatro tiempos, amb l'actor espanyol Jorge Mistral. Amb Tito Davison com a director, Pinal també filma la coproducció mexicana-hispano-xilena Cabo de Hornos (1955), novament al costat de Jorge Mistral. En aquest mateix any, actua a la cinta El vendedor de muñecas, amb l'argentí Pedro López Lagar. Pinal treballarà novament al costat de Pedro Infante, però aquesta vegada com la seva coestrella, a la cèlebre comèdia El inocente (1956), dirigida per Rogelio A. González.
En 1956, Pinal torna a filmar de la mà de Tuli Demicheli la cinta Locura pasional, que li reportaria el seu primer premi Ariel en la categoria de millor actriu. Amb Demicheli com a director, Pinal actua a La adúltera (1956), al costat d'Ana Luisa Peluffo. Al mateix any, Pinal protagonitza la cinta Una cita de amor (1956), on treballa per primera i única vegada a les ordres del director Emilio Fernández Romo. El 1957, Pinal rep el segon premi Ariel de la seva carrera, com a millor actriu, gràcies al seu paper a la pel·lícula La dulce enemiga, dirigida per Tito Davison. El 1957 treballa amb el cubà Rafael Bertrand i Prudencia Grifell a la pel·lícula Mi desconocida esposa. Aquest mateix any, actua amb Emilio Tuero a la comèdia Viva el amor. Unes altres de les cintes que va protagonitzar, de la mà de Demicheli, van ser Préstame tu cuerpo (1957), amb Manolo Fábregas; Dios no lo quiera (1958), amb Raúl Ramírez; Una golfa (1958), amb Jorge Martínez de Hoyos i Desnúdate Lucrecia (1958), amb Gustavo Rojo. En 1958, torna a compartir crèdits estel·lars amb Arturo de Córdova a El hombre que me gusta.

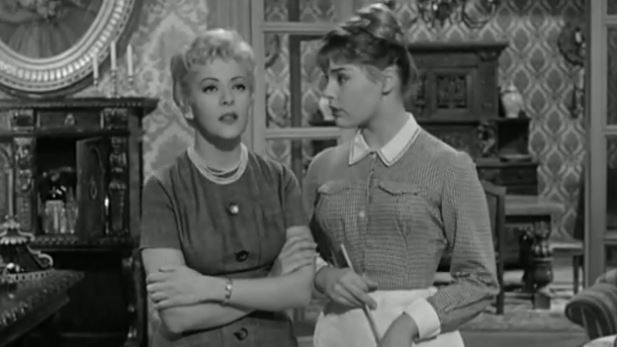
Pinal amb Elke Sommer a Uomini e Nobiluoimini (1959)

La popularitat i l'èxit de Pinal a Mèxic li obren les portes per a treballar a Europa seguint el consell de Tuli Demicheli. El seu primer treball al Vell Continent és a la coproducció hispano-mexicana Las locuras de Bárbara (1958), dirigida per Demicheli i protagonitzada al costat de Rubén Rojo. De la mà de Demicheli Silvia protagonitza a Espanya la pel·lícula musical Charleston, al costat d'Alberto Closas.
Davant l'èxit dels seus films a Europa, Silvia és convidada a treballar a Itàlia, on també exerceix com a productora de la cinta Uomini e Nobiluomini (1959), que protagonitza al costat de Vittorio de Sica i Elke Sommer.
Sota la direcció de José María Forqué, Silvia protagonitza a Espanya la cinta Maribel y la extraña familia (1960), on comparteix la fama amb Adolfo Marsillach. En 1961 filma la pel·lícula musical espanyola Adiós, Mimí Pompom, al costat de Fernando Fernán Gómez.

#### Treball amb Luis Buñuel
Pinal aconseguís la consagració internacional a través d'una trilogia de pel·lícules que marca el final de l'etapa mexicana del cineasta espanyol Luis Buñuel. Pinal va tenir el seu primer contacte amb Buñuel a través de l'actor mexicà Ernesto Alonso, amb la ferma intenció de protagonitzar la versió cinematogràfica de la novel·la Tristana. No obstant això, el poc èxit comercial de les pel·lícules de Buñuel va impedir que els productors financessin el projecte, que va acabar anant-se'n en orris (Buñuel va filmar la pel·lícula anys després a Espanya amb Catherine Deneuve).
Anys després, Pinal, amb ajuda del seu segon espòs, el productor Gustavo Alatriste, van buscar Buñuel a Espanya i el van convèncer de filmar Viridiana (1961). Aquest, sens dubte, és el seu film més famós. El va coprotagonitzar amb Francisco Rabal i Fernando Rey, i va resultar guanyador de la Palma d'Or del prestigiós Festival de Canes. Malgrat l'èxit i prestigi del qual gaudeix la pel·lícula, en el seu moment va ser rebutjada per la censura franquista d'Espanya i pel Vaticà, acusant-la de blasfema. El govern espanyol en va ordenar la destrucció. Només la intervenció de Pinal, que se n'emportà una còpia a Mèxic, va salvar la pel·lícula. A Mèxic, la censura del Vaticà també havia ressonat; no obstant això, amb l'ajuda de Salvador Novo, la cinta va poder estrenar-se a algunes sales de cinema.
La seva segona cinta amb Buñuel va ser El ángel exterminador (1962), que Pinal va protagonitzar amb un repartiment "coral". La cinta també va obtenir el reconeixement de la crítica a nivell mundial. En 2004, el New York Times la va incloure entre les millors pel·lícules de tots els temps.
El seu tercer i últim projecte amb Buñuel va ser Simón del desierto (1964). La cinta, presentada erròniament com un migmetratge, va ser concebuda originalment per a ser una pel·lícula episòdica. Pinal i Gustavo Alatriste van buscar a Federico Fellini per a dirigir un segon episodi, però Fellini va acceptar amb la condició que el protagonitzés la seva esposa, Giulietta Masina. Es va buscar llavors a Jules Dassin, qui d'igual forma va acceptar amb la condició que fos protagonitzada per la seva esposa Melina Merkuri. Pinal va rebutjar igualment aquesta petició. La idea era que Pinal protagonitzés tots els episodis de la cinta. Ella també va suggerir a Vittorio de Sica i a Orson Welles, però el temps se li va venir damunt, per la qual cosa el projecte va acabar filmant-se únicament amb Buñuel.
En la cinta Pinal també realitza el primer nu de la seva carrera, una cosa encara infreqüent al cinema mexicà i també el primer nu del cinema de Buñuel.
Pinal també va estar a punt de protagonitzar amb Buñuel el film Diari d'una cambrera, a França. Pinal va aprendre francès i estava disposada a no cobrar res per la seva participació. No obstant això, els productors francesos van acabar per triar a Jeanne Moreau. Tot i així, Silvia Pinal (amb Lilia Prado), és l'actriu amb qui més va treballar Buñuel, amb un total de tres cintes clàssiques. Pinal també anava a filmar amb Buñuel a Espanya Divinas palabras, però va haver-hi problemes amb els drets d'autor. Anys després, Pinal finalment va poder realitzar-la a Mèxic amb un altre director.

#### Treballs posteriors
Després dels seus treballs amb Buñuel, Pinal torna al cinema amb la comèdia Buenas noches, Año Nuevo (1965), on alterna amb Ricardo Montalbán. En aquest mateix any actua en la cinta Los cuervos están de luto, de Francisco del Villar, amb Lilia Prado. El 1966 realitza la mítica cinta La soldadera, opera prima de José Bolaños i inspirada en els esdeveniments de la Revolució Mexicana. En aquest mateix any participa en la coproducció mexicà-brasilera Juego peligroso, dirigida per Luis Alcoriza i basada en un guió de Gabriel García Márquez. També va aparèixer en la coproducció franc-italiano-mexicana Los cañones de San Sebastián, smb Anthony Quinn i Charles Bronson. El 1967 Pinal filma Shark, amb Burt Reynolds i dirigida per Samuel Fuller. Aquesta és l'única cinta de Hollywood en la que Pinal ha aparegut.
Pinal va aconseguir un enorme èxit de taquilla amb la cinta María Isabel (1968), basada en una popular historieta de Yolanda Vargas Dulché.
Entre finals dels 1960s i principis dels 1970s, Pinal va realitzar principalment cintes còmiques. En 1967 actua en Estrategia matrimonio, pel·lícula pòstuma del cineasta Alberto Gout i coprotagonitzada per Joaquín Cordero. En 1968, Silvia protagonitza El despertar del lobo, la primera d'una sèrie de cintes còmiques dirigides pel cineasta René Cardona Jr.. De les cintes més destacades de Silvia sota la direcció de Cardona Jr. destaquen la cinta episòdica El cuerpazo del delito (1968), on va compartir estel·lars amb Elsa Aguirre i Angélica María; La mujer de oro (1968), La hermana trinquete (1968) i Veinticuatro horas de placer (1969), amb Mauricio Garcés. El 1968 també va actuar amb Julio Alemán a Los novios. El 1970, a Secreto de confesión, treballa per primera vegada al costat de la seva filla major, l'actriu Sylvia Pasquel. També treballa al costat del seu tercer marit, Enrique Guzmán en la cinta ¡Cómo hay gente sinvergüenza! (1971). El 1972, va treballar en un petit rol a la cinta Los cacos, de José Estrada.
En 1977 finalment protagonitza la polèmica pel·lícula Divinas palabras (1977), dirigida per Juan Ibáñez, cinta on realitza un nu integral. En 1978, Silvia protagonitza Las mariposas disecadas, un thriller de suspens psicològic.
A fins dels setanta i principis dels vuitanta, Silvia filma algunes cintes a Espanya, Itàlia i l'Argentina com a part d'un projecte de Televisa d'unificar els mercats espanyols i llatinoamericans. D'aquest projecte sorgeixen les cintes El canto de la cigarra (1978), Dos y dos, cinco (1979), El hijo de su mamá (1979) i Carlotta: Amor es veneno (1980), que va ser co-producció amb Itàlia. En 1982, Pinal actua en un petit rol en la cinta argentina Pubis angelical.
Després de deu anys d'absència al cinema, Silvia torna en 1992 amb la cinta Modelo antiguo, dirigida per Raúl Araiza. El declivi del cinema mexicà i l'activitat de Silvia en la televisió i altres mitjans (com la política), fan que pràcticament es retiri de la pantalla gran. En els últims anys, les seves aparicions cinematogràfiques es limiten a les cintes Ya no los hacen como antes (2002), de Fernando Pérez-Gavilán, i una breu aparició especial en la cinta Tercera llamada (2013), de Francisco Franco.

### Teatre
En teatre, Pinal va debutar al Teatro de Bellas Artes. Eventualment va fer treballs experimentals, per a després treballar en el Teatre Ideal de la Ciutat de Mèxic, en la companyia de l'actriu espanyola Isabelita Blanch, on va ser dirigida en nombrosos muntatges per Rafael Banquells.
Fora d'aquesta companyia, en 1950 participa en l'obra Celos del aire, amb Manolo Fábregas i Carmen Montejo. En aquest mateix any va representar a Doña Inés en Don Juan Tenorio, al costat de Jorge Mistral. De les seves obres teatrals més destacades dels inicis de la seva carrera sobresurten La loca de Chaillot, junt amb Prudencia Griffel i El cuadrante de la soledad, de José Revueltas, amb decorats del pintor Diego Rivera i dirigida prr Ignacio Retes. El 1954 Silvia participa a l'obra La Sed, de Henri Bernstein i William Sieligman smb Ernesto Alonso i l'actor argentí Pedro López Lagar. En 1955 obté el reconeixement en l'escena teatral en el muntatge  Anna Christie, al costat de Felipe Montoya i Wolf Ruvinskis. En 1955 Silvia va escenificar s Xile l'obra Aló, Aló, número equivocafo, al costat de Jorge Mistral, que eventualment va protagonitzar al cinema a Mèxic (amb el títol de Desnúdate Lucrecia).
En 1958, Silvia va ser la responsable de produir a Mèxic la primera obra musical Ring, Ring llama el amor, dirigida per Luis de Llano Palmer i representada al Teatro del Bosque de la Ciutat de Mèxic. Per aquesta obra, Pinal va tenir una oferta per a treballar a Broadway de la mà del representant de Judy Holliday, però Pinal va rebutjar tallar d'arrel la seva carrera a Mèxic.
En 1964 realitza la versió mexicana del musical Irma la douce, al costat de Julio Alemán i dirigida per Enrique Rambal. José Luis Ibáñez acabarà per convertir-se en el seu director teatral de capçalera. Sota la batuta d'Ibáñez, en 1975 Silvia estelaritza l'obra Vidas privadas, al costat de Rogelio Guerra.
Un dels seus més recordats treballs en la comèdia musical, va ser la versió mexicana de Mami, reeixit musical de Broadway, que gràcies al seu èxit, Pinal va muntar en tres ocasions (1972, 1985 i 1989). En 1976 també va protagonitzar el musical Annie es un tiro.
En 1977, per a commemorés els seus vint-i-cinc anys de carrera, Pinal va muntar el seu propi xou de cabaret titulat ¡Felicidades, Silvia!. El xou es va presentar amb gran èxit, primer en el centre nocturn El Patio, i després sl Teatro de la Ciudad Esperanza Iris de la Ciutat de Mèxic.
En 1978, estelaritzà l'obra El año próximo... a la misma hora, al costat d'Héctor Bonilla. En aquest mateix any també va protagonitzar el musical Plaza Suite, amb José Gálvez i Armando Calvo. La mort de la seva filla Viridiana va truncar el projecte teatral Agnes of God, que protagonitzarien juntes el 1982.
El 1983 Pinal estelaritzà La libélula, al costat de Héctor Suárez. En aquest mateix any, Silvia estelaritzà i va produir el muntatge mexicà de l'obra La señorita de Tacna, basada en l'obra de Mario Vargas Llosa. En 1985, mentre exercia com a Primera Dama de l'Estat de Tlaxcala, Pinal va remodelar el Teatro Xicohténcatl, mateix que va reinaugurar amb el muntatge Las memorias de la divina Sarah. En 1986, Pinal estelaritzà l'obra Anna Karenina, que malgrat l'èxit obtingut, no va ser del grat de l'actriu, i el muntatge només va arribar a 100 representacions.
En 1988, en associació amb Margarita López Portillo, Pinal va adquirir el Cine Estadio, situat a la Colònia Roma de la Ciutat de Mèxic, transformant-lo en el seu propi recinte teatral, el Teatro Silvia Pinal, un espai dedicat principalment a la comèdia musical i en el qual Pinal va tenir la llibertat de muntar les seves pròpies produccions. El Teatro Silvia Pinal va ser inaugurat en 1989 amb la tercera representació del musical Mami, amb Pinal al capdavant del repartiment.
En 1992, Pinal va adquirir l'antic Cine Versalles, situat a la Colonia Juárez de la Ciutat de Mèxic i el va convertir en el seu segon recinte teatral, el Teatro Diego Rivera. El Teatro Diego Rivera va ser inaugurat en 1991 amb el muntatge Leticia y Amoricia.
En 1996, Silvia torna al teatre musical amb la segona versió mexicana de Què tal, Dolly!, al costat de Ignacio López Tarso. L'última obra que Pinal estelaritzà en el seu teatre anterior va ser Gypsy (1998), protagonitzada al costat de la seva filla, la cantant Alejandra Guzmán.
Com a productora, va ser la responsable de realitzar les versions mexicanes dels musicals A Chorus Line (1989), Cats (1991) i La Cage aux folles (1992). En 2000, diversos problemes li van ocasionar a Pinal tancar el Teatro Silvia Pinal, el qual va deixar de funcionar per a convertir-se en un temple religiós.
Pinal va tornar al teatre en 2002 amb el muntatge Debiera haber obispas. En dates recents ha participat també en muntatges com Adorables enemigas (2008) i Amor, dolor y lo que traía puesto (2012). En 2014, el Teatro Diego Rivera va canviar de nom per convertir-se en el nou Teatro Silvia Pinal.

### Televisió

#### Sèries, programes de varietats i unitaris
Pinal incursionó en la televisió des de la seva aparició a Mèxic, a principis dels anys 1950s. En 1952, va participar en un programa de concursos televisius amb l'actor Domingo Soler anomenat Con los brazos abiertos, para eventualmente realizar los llamados televiteatros producidos por Manolo Fábregas. Su primer televiteatro fue dirigido por Rafael Banquells y actuó al lado de María Elena Marqués y Rita Macedo. per a eventualment realitzar els anomenats televiteatros produïts per Manolo Fábregas. El seu primer televiteatro va ser dirigit per Rafael Banquells i va actuar al costat de María Elena Marqués i Rita Macedo. Eventualment també va participar en les telecomèdies Teatre Bon Soir, un dels primers programes musicals de la televisió mexicana, produït per Luis de Llano Palmer. Allí va ser on Pinal va introduir per primera vegada l'ús del playback en la televisió mexicana.
A mitjan 1960s, Silvia estelarizó el seu propi xou còmic-musical en la cadena Televisa titulat Los especiales de Silvia Pinal. Quan Silvia es va casar amb l'actor i cantant Enrique Guzmán, tots dos van produir i estelarizaron el programa de varietats titulat Silvia y Enrique (un programa còmic-musical en l'estil de The Sonny & Cher Comedy Hour), el qual va durar amb èxit quatre anys a l'aire (1968-1972). L'èxit del xou televisiu també va portar a Pinal i Guzmán realitzar el seu propi xou en cabaret. Una vegada separada de Guzmán, Silvia va continuar amb el seu xou de varietats titulat ¡Ahora Silvia!, produït per Miguel Sabido.
En 1985 es converteix en productora i presentadora del programa unitari Mujer, casos de la vida real. nicialment, el programa va ser creat per a respondre casos i necessitats del públic enfocats a localitzar víctimes del terratrèmol de Mèxic de 1985. Amb el pas del temps, el programa va anar evolucionant fins a presentar temes d'actualitat i de la vida quotidiana que van incloure des de violència intrafamiliar fins a temes legals i de salut pública. Aquesta producció va ser tot un èxit i va durar més de 20 anys. Es va transmetre a Mèxic, Espanya, Itàlia i diversos països de Llatinoamèrica. El programa va ser cancel·lat en 2007.
En 2009, Silvia també va participar en un capítol de la sèrie Mujeres asesinas.

#### Telenovel·les
En 1968, Pinal fa el seu debut en les telenovel·les amb la telenovel·la històrica Los caudillos, inspirada en els esdeveniments de la Guerra d'Independència de Mèxic. La telenovel·la va ser produïda per Ernesto Alonso. La seva segona incursió en el gènere va ser amb la telenovel·la ¿Quién? (1973), produïda per Guillermo Diazayas i basada en una historieta de Yolanda Vargas Dulché. El seu coestrella va ser l'actor Joaquín Cordero.
Eventualment, Silvia va decidir produir les seves pròpies telenovel·les, sent el seu primer èxit Mañana es primavera (1982), últim treball actoral de la seva filla Viridiana, abans de morir. En 1985 també va produir i va protagonitzar Eclipse, amb Joaquín Cordero, Martha Roth i Ofelia Guilmáin. Eventualment va aparèixer interpretant-se a si mateixa a alguns capítols dels melodrames Lazos de amor (1995) i El privilegio de amar (1998).
En 2000, Pinal va ser convocada per suplir Libertad Lamarque, després de la seva mort, an la telenovel·la infantil Carita de ángel. En 2008 va fer un petit paper a la telenovel·la Fuego en la sangre. El 2010 Pinal participa amb un paper protagonista a la telenovel·la Soy tu dueña, al costat de la cantant i actriu Lucero. El 2017, Pinal reapareix novament al melodrama Mi marido tiene familia (2017) i a la seqüela Mi marido tiene más familia (2018).
Silvia també va intentar adaptar per a la televisió les novel·les Mujeres de ojos grandes, de Ángeles Mastretta i Las niñas bien, de Guadalupe Loaeza. Per desgràcia aquests projectes no van poder cristal·litzar-se. També va haver de desistir a produir la telenovel·la La bastarda.

### Política
Pinal incursionó en el món de la política arran del seu quart matrimoni, amb el polític Tulio Hernández Gómez, qui va ser governador de l'Estat de Tlaxcala. Entre 1981 i 1987, Pinal va ser primera dama d'aquest estat i es va desenvolupar com a presidenta del DIF estatal. Sota aquest càrrec, Pinal va influir en projectes culturals, com la restauració del Teatro Xicohténcatl i la zona arqueològica de Cacaxtla. Eventualment ella es va convertir en membre del Partit Revolucionari Institucional i va ser elegida per a diputada federal en 1991. Més endavant, es va convertir en senadora i membre de l'Assemblea de Representants del Districte Federal de Mèxic.
En aquests càrrecs, Pinal va tenir alguns assoliments. Entre els més destacats es troben l'aconseguir que la Llei Cinematogràfica inclogués el dret d'intèrpret, va treballar en la Llei de Condominis i en la Llei del Turisme, va fer tasques en favor de la ecologia, va promoure la difusió de llibres de teatre i va lluitar perquè la Secretaria d'Hisenda baixés els impostos al teatre.
Des dels anys cincuentas, Pinal va participar activament en moviments sindicals dels actors del seu país. Va ser part del full d'anotacions "Rosa Mexicano", fundat per Dolores del Río. Entre 1988 i 1995, Pinal esdevé dirigent de l’Asociación Nacional de Intérpretes (A.N.D.I.) de Mèxic. Entre 2010 i 2014, Pinal també fou secretària general de l'Asociación Nacional de Actores (A.N.D.A.) de Mèxic.
Silvia Pinal també és la fundadora de l'Associació Rafael Banquells A. C., encarregada de brindar ajuda, no lucrativa als actors que ho necessitin. Com a presidenta de l'associació, Pinal és l'encarregada del lliurament dels Premis Bravo pel cap alt destacat en música, cinema, teatre, ràdio, televisió, doblatge i realització de comercials durant l'any. Els premis s’entreguen anualment des de 1991.
Pinal va tenir problemes amb la justícia l'any 2000 per problemes en la seva gestió com a líder de l'Associació de Productors de Teatre (Protea) a principis de la dècada de 1990. Per aquest motiu l'actriu va viure algun temps en Miami, Estats Units. Després d'onze mesos, l'actriu va ser declarada innocent i va tornar al seu país.

## Vida personal
Pinal ha estat casada en quatre ocasions, i ha procreat quatre fills. El seu primer matrimoni va ser amb l'actor i director Rafael Banquells, qui va ser el seu primer nuvi formal i li doblava l'edat. Pinal es va casar amb Banquells en 1947, i el seu padrí de noces va ser Cantinflas. Pinal reconeix que el seu matrimoni a una edat tan primerenca es va deure en part per a escapar de la repressió del seu pare. Vaig canviar de pare per un més tou que em va estimular en la meva carrera. La parella es va divorciar en 1952. La filla de tots dos, Sylvia Pasquel, més endavant va consolidar una destacada carrera com a actriu.
El seu segon matrimoni va ser amb l'empresari i productor cinematogràfic Gustavo Alatriste. Pinal ha revelat en nombroses ocasions que Alatriste va ser l'amor de la seva vida. Silvia va conèixer a Alatriste en una reunió a casa d'Ernesto Alonso quan ell estava a punt de divorciar-se de l'actriu Ariadne Welter. Va ser gràcies a Alatriste que Pinal va poder realitzar els seus projectes fílmics amb Luis Buñuel. El matrimoni va concloure en 1967 a causa d'infidelitats de Alatriste i problemes de negocis entre la parella. Fruit de la seva relació amb Alatriste va néixer una filla, la també actriu Viridiana Alatriste (nascuda en 1963). Per desgràcia, Viridiana va morir tràgicament en un accident automobilístic al sud de la Ciutat de Mèxic en 1982, amb tan sols 19 anys d'edat.
El seu tercer matrimoni va ser amb el cantant de Rock and roll i actor Enrique Guzmán. Pinal i Guzmán es van conèixer quan ell va acudir com a convidat a un xou televisiu conduït per Pinal. Pinal i Guzmán es van casar en 1967 malgrat una certa resistència de part de Pinal en ser 11 anys major que el seu marit. El seu matrimoni va durar nou anys. Van treballar junts i van procrear dos fills: la popular cantant Alejandra Guzmán (nascuda en 1968) i el músic i compositor Luis Enrique Guzmán (nascut en 1970). Pinal i Guzmán es van divorciar en 1976, enmig d'acusacions de violència intrafamiliar.
El seu últim matrimoni va ser amb el polític, i llavors governador del estat de Tlaxcala, Tulio Hernández Gómez. La parella va contreure matrimoni en 1982. Va ser a través d'Hernández que Pinal va ingressar en el món de la política. Pinal i Hernández es van divorciar en 1995.
A més dels seus matrimonis, en diferents moments de la seva vida, Pinal va tenir diversos romanços. En 1954, en filmar Un extraño en la escalera, Pinal es va enamorar del coprotagonista, l’actor Arturo de Córdova. Altres dels seus romanços més sonats foren amb l'empresari mexicà Emilio Azcárraga Milmo, l’actor egipci Omar Sharif, l’actor italià Renato Salvatori i l'empresari esatunidenc Conrad "Nicky" Hilton.
Amb el pas del temps, Silvia Pinal s'ha convertit en cap d'una de les dinasties artístiques més famoses de Llatinoamèrica. Les seves filles Sylvia i Viridiana van seguir els seus passos com a actriu. La menor de les seves filles, Alejandra, és una de les cantants més populars de Mèxic. La seva neta major Stephanie Salas (filla de Sylvia), és actriu i cantant. La seva neta Frida Sofia (filla d'Alejandra) ha iniciat una carrera en la música. Les seves besnetes Michelle Salas i Camila Valero (filles de Stephanie), són model i actriu respectivament.

## Reconeixements
En 1954, la cervesa Corona va llançar un anunci publicitari que incloïa una cançó en la qual s'esmentava a Silvia al costat de les dives italianes Gina Lollobrigida, Silvana Mangano i Silvana Pampanini.

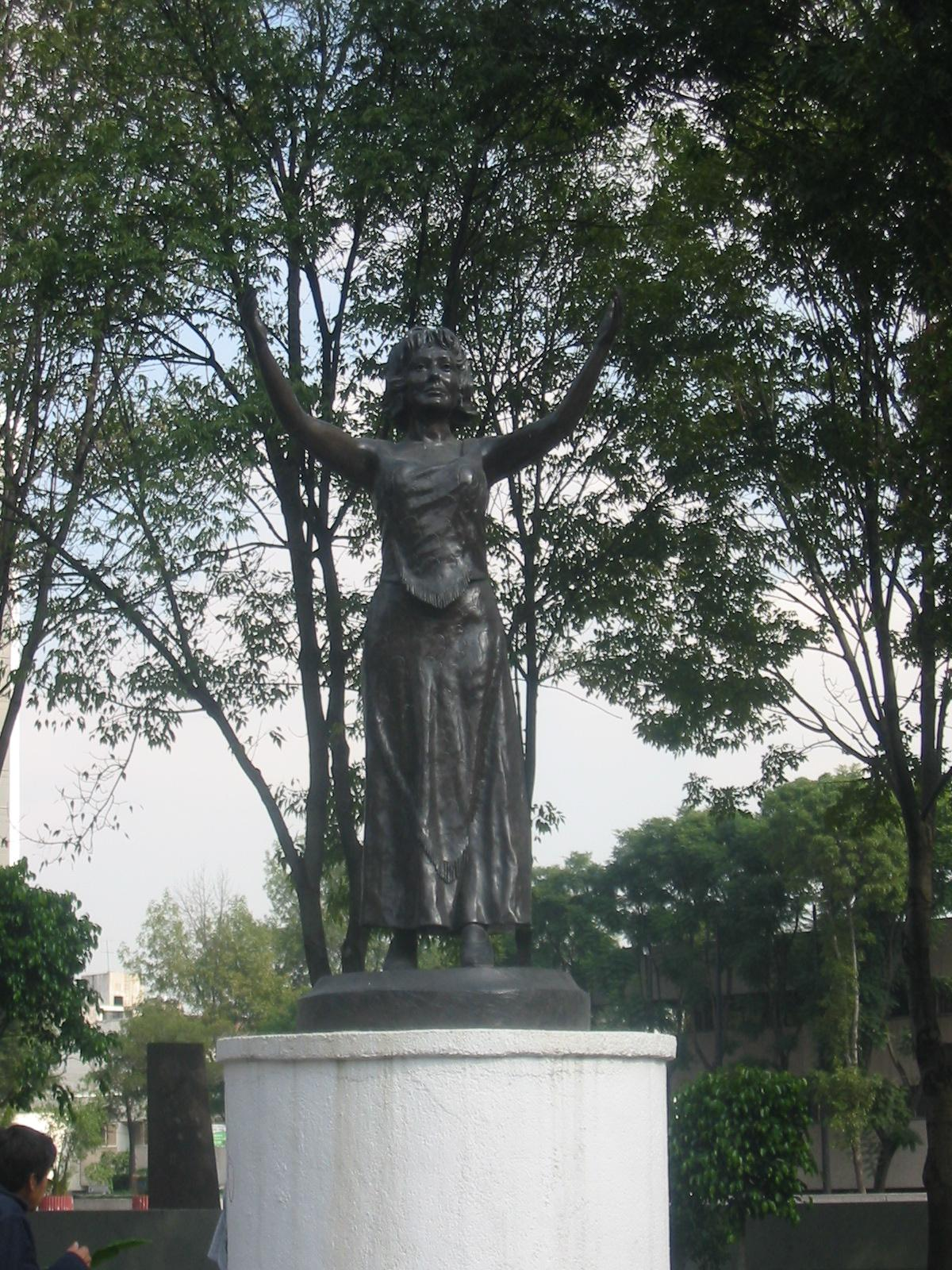
Estàtua de Silvia Pinal a la Ciutat de Mèxic.

En 1955, Pinal va ser immortalitzada en un retrat pel famós pintor Diego Rivera, que ocupa un lloc especial en la residència de Pinal a la Ciutat de Mèxic.
A més de Rivera, Silvia també ha estat pintada per altres artistes com Oswaldo Guayasamín, Mario Chávez Marión, Sylvia Pardo i el general Ignacio Beteta Quintana, qui la va retratar nua.
En 1978, Silvia va posar nua en una sessió fotogràfica de la revista Interviú.
Silvia està representada com una de les Set Muses de l'Art en un vitrall del Teatre Xicohténcatl de l'Estat de Tlaxcala.
Quan la seva filla Alejandra Guzmán es va llançar com a cantant, en 1989, va dedicar una polèmica cançó a la seva mare, titulada Bye mamá, i inclosa en la seva disc debut.
En 2002, Pinal va ser reconeguda al develarse una estàtua en el seu honor en els voltants del Parque de los Venados de la Ciutat de Mèxic. L'obra va ser realitzada pel reconegut escultor Ricardo Ponzanelli.
En 2006, Pinal va ser condecorada a Espanya amb l’ Orde d'Isabel la Catòlica, en el grau d'Encàrrec, per la seva contribució cultural al món del cinema.
En 2013, Silvia Pinal va ser homenatjada pel Museu de Cera de la Ciutat de Mèxic, al develar una figura en el seu honor.
En 2015, Silvia Pinal va publicar el seu llibre autobiogràfic Esta soy yo.
En 2016, l'Acadèmia d'Arts i Ciències Cinematogràfiques de Hollywood va triar a Pinal com una dels seus integrants en reconeixement de la seva llarga trajectòria i aportació a la indústria del cinema internacional.
En algun moment, Matt Casella, caçatalents de DreamWorks, va buscar a Silvia per a realitzar una sèrie biogràfica sobre la seva vida. No obstant això, el projecte no es va concretar.
En 2018, el Teatre Hidalgo de la Ciutat de Mèxic, develó una butaca amb el nom de Silvia Pinal.
En 2019, Pinal va ser interpretada per l'actriu Carmen Madrid en la sèrie de televisió La Guzmán, sèrie biogràfica sobre la seva filla, la cantant Alejandra Guzmán, produïda per la cadena Imagen Televisión.
En 2019, la cadena Televisa emet una sèrie de televisió basada en la vida de Pinal, produïda per Carla Estrada. La sèrie es titula Silvia Pinal, frente a ti, on és interpretada per l'actriu mexicana Itatí Cantoral.

## Premis i nominacions

### Premi Ariel
| Any                                             | Categoria                 | Pel·lícula  | Resultat   |
| ----------------------------------------------- | ------------------------- | ----------- | ---------- |
| 1953 \| \|Coactuació femenina                   | Un rincón cerca del cielo | Guanyadora  |            |
| 1956 \| \|Actriu \| \|Un extraño en la escalera | Nominada                  |             |            |
| 1957 \| \|Actriu \| \|Locura pasional           | Guanyadora                |             |            |
| 1958 \| \|Actriu \| \|La dulce enemiga          | Guanyadora                |             |            |
| 2008                                            | Ariel d'or                | Trayectoria | Guanyadora |

### Diosa de Plata PECIME
| Any  | Categoria                             | Pel·lícula                      | Resultat   |
| ---- | ------------------------------------- | ------------------------------- | ---------- |
| 1965 | Especial                              | Per la seva tasca a l'estranger | Guanyadora |
| 1966 | Actriu \| \|Los cuervos están de luto | Guanyadora                      |            |
| 1978 | Actriu \| \|Divinas palabras          | Guanyadora                      |            |
| 2009 | Especial                              | Trayectoria                     | Guanyadora |

### Premi TVyNovelas
| Any  | Categoria             | Telenovel·la            | Resultat   |
| ---- | --------------------- | ----------------------- | ---------- |
| 2018 | Millor primera Actriu | Mi marido tiene familia | Guanyadora |
| 2011 | Millor primera actriu | Soy tu dueña            | Nominada   |
| 1983 | Millor Actriu         | Mañana es primavera     | Guanyadora |

Premis especials TVyNovelas (Mèxic)
- Premi especial a "Vida de Telenovela" (2012)
- Premi especial a Silvia Pinal Mujer, casos de la vida real (2007)

| Añy  | Categoria                          | Programa                     | Resultay   |
| ---- | ---------------------------------- | ---------------------------- | ---------- |
| 2001 | Millor programa dramàtic           | Mujer, casos de la vida real | Guanyadora |
| 2002 | Millor programa dramàtic           | Mujer, casos de la vida real | Guanyadora |
| 2006 | Millor Programa de comèdia o sèrie | Mujer, casos de la vida real | Nominada   |

Premis especials TVyNovelas (Mèxic)
- Millor sèrie transmesa 5 anys consecutius de Mujer, casos de la vida real (1991): Silvia Pinal.

Per 10 anys de permanència a l’aire (1996): Mujer, casos de la vida real
- Millor telesèrie de contingut social (2005) - Mujer, casos de la vida real
- Sèrie amb més llarga transmissió Mujer, casos de la vida real (2007): Silvia Pinal.

### Premis GLAAD
| Any  | Categoria                 | Sèrie                       | Resultat   |
| ---- | ------------------------- | --------------------------- | ---------- |
| 2009 | Millor Episodi Individual | Mujer casos de la vida real | Guanyadora |

### Premis ACPT
| Any  | Categoria         | Obra               | Resultat   |
| ---- | ----------------- | ------------------ | ---------- |
| 2008 | Actriu en comèdia | Adorables enemigas | Guanyadora |

### Premis Bravo
| Any  | Categoria             | Telenovel«3la           | Resultat   |
| ---- | --------------------- | ----------------------- | ---------- |
| 2018 | Millor primera actriu | Mi marido tiene familia | Guanyadora |

### Tv Adicto Golden Awards
| Any  | Categoria             | Treball nominat             | Resultat   |
| ---- | --------------------- | --------------------------- | ---------- |
| 2018 | Millor primera Actriu | Mi marido tiene más familia | Guanyadora |